# 7686 Wolfernst
A 7686 Wolfernst (ideiglenes jelöléssel 2024 P-L) a Naprendszer kisbolygóövében található aszteroida. Cornelis Johannes van Houten,  Ingrid van Houten-Groeneveld és Tom Gehrels fedezte fel 1960. szeptember 24-én.